# 延禧専門学校
延禧専門学校（ヨンヒせんもんがっこう、연희전문학교、韓国漢字：延禧專門學校）は、儆新学校の後身であり、セブランス病院とともに延世大学校の共同前身となった学校であり、1915年3月5日に朝鮮基督教学校（조선기독교학교）として最初に発足し、1917年4月7日に旧制専門学校の私立延禧専門学校として再発足した。
日本統治時代末期、1944年4月に敵産という名目で学校は没収され、朝鮮総督府の管理下で朝鮮人幹部と教授陣を追放し、校名も京城工業経営専門学校（경성공업경영전문학교）に変更された。
1945年8月15日、乙酉解放以後、日帝が敗北すると、米軍政庁をはじめとする政府によって大学機関に昇格し、4年制大学として延禧大学校に名称が変更された。

## 歴史

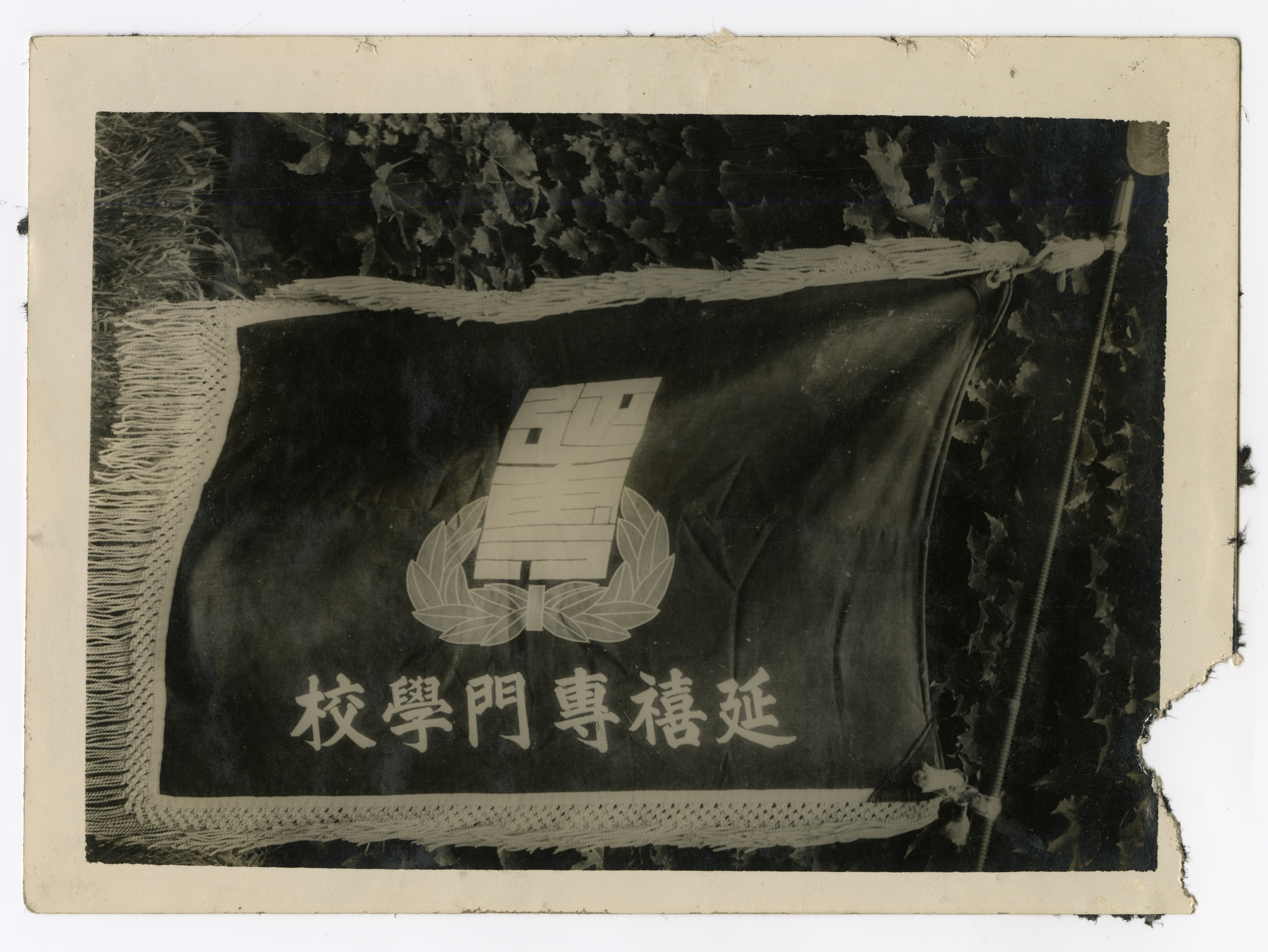
1939年、風になびく延禧専門学校の校旗。

1915年3月にアメリカ合衆国長老教会宣教部の協力と在韓南・北監理教（メソジスト）宣教部、カナダ長老派教会宣教部の協力を得て朝鮮基督教学校 (Chosun Christian College) をソウル鍾路のYMCAで開校した。初代校長にはホレイス・グラント・アンダーウッド宣教師、副校長にはエビソン博士（에비슨 박사）が就任した。 1917年4月7日に、私立専門学校の延禧専門学校として発足した。同じく1917年には、ジョン・アンダーウッド (John T. Underwood) 博士の寄付金で京畿道高陽郡延禧面）チャンチョンリ（창천리）（現在の延世大学校の敷地：ソウル特別市西大門区）に19万坪の土地を教地として購入した。1919年3月に延禧専門学校は第1回卒業生を輩出した。1920年には、チャールズ・スティムソン（Charles S. M. Stimson）の寄付によりスティームソン・ホールを建設し、学校を移転した。 1923年3月には、新教育令により校名が延禧専門学校となった。1926年には、延禧専門学校とセブランス医学専門学校（세브란스 의학전문학교）の合同についての意見が表明され、1926年6月に本格的な議論がおこなわれたが、日帝の干渉があり進展できなかった。1935年9月1日には、『延世春秋（연세춘추）』の前身である月刊誌『ヨンジョン・タイムス（연전타임스）』が創刊された。1944年4月に敵産という名目で学校は没収され、朝鮮総督府の管理下で朝鮮人幹部と教授陣を追放し、校名も京城工業経営専門学校（경성공업경영전문학교）に変更された。1944年4月に敵産という名目で学校が没収され、朝鮮総督府の管理下で朝鮮人幹部と教授陣を追放し、教名が「京城工業経営専門学校」（京城工業經營專門學校）に変更された。
解放後、財産と運営権を米軍政庁から引き継いで、校名を延禧専門学校に戻し、1946年8月15日には、延禧大学校（英語: Chosun Christian University）に昇格し、4学院11学科（文学院、商学院、理学院、神学院）の総合大学に認定された。延禧大学校の初代学長には白楽濬（1895年 - 1985年）が就任した。1946年9月には男女共学の大学となった。1949年には、セブランス医科大学予科を延禧大学校に置き、翌1950年には延禧大学校の第1回卒業生を輩出、同じく1950年には4大学17学科（文科大学、商経大学、理工大学、神科大学）に増設し、大学院を新設した。しかし、朝鮮戦争の勃発で3ヶ月間臨時休校を断行し、11月3日に再登録を受けて開講したが、1・4後退により1951年には釜山に学校を移して授業を続け、1953年8月にソウル本校に戻って開講した。1954年に政法大学を新設し、同年8月には東方学研究所で学術誌『東方学誌（동방학지）』を発刊した。1955年にセブランス医科大学と延禧大学校の理事会は、財団法人延世大学校を構成することに合意し、1956年に財団法人を立てて延世大学校に変わった。

## ギャラリー

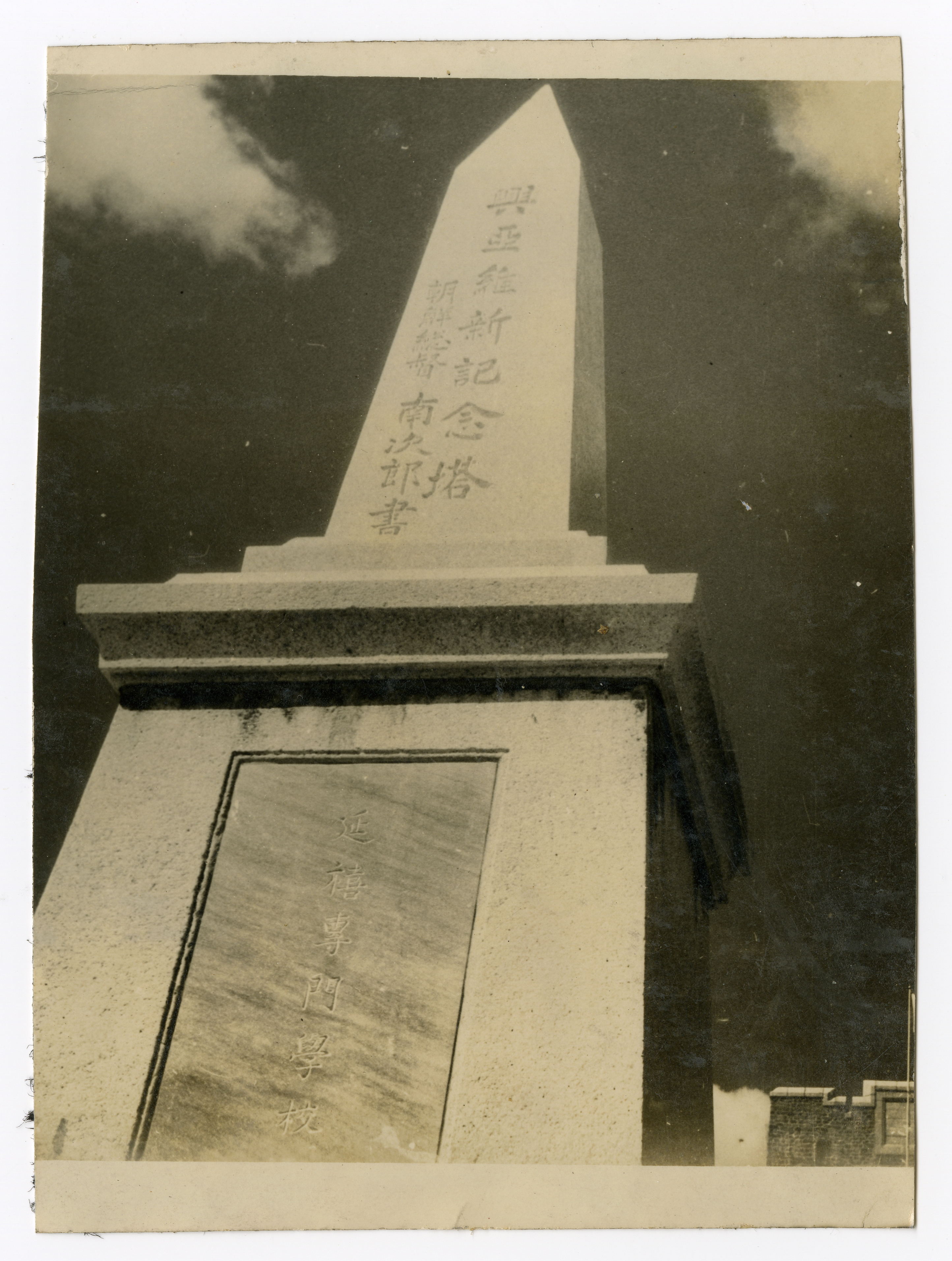
南次郎が建てた興亜維新記念塔（1939年）
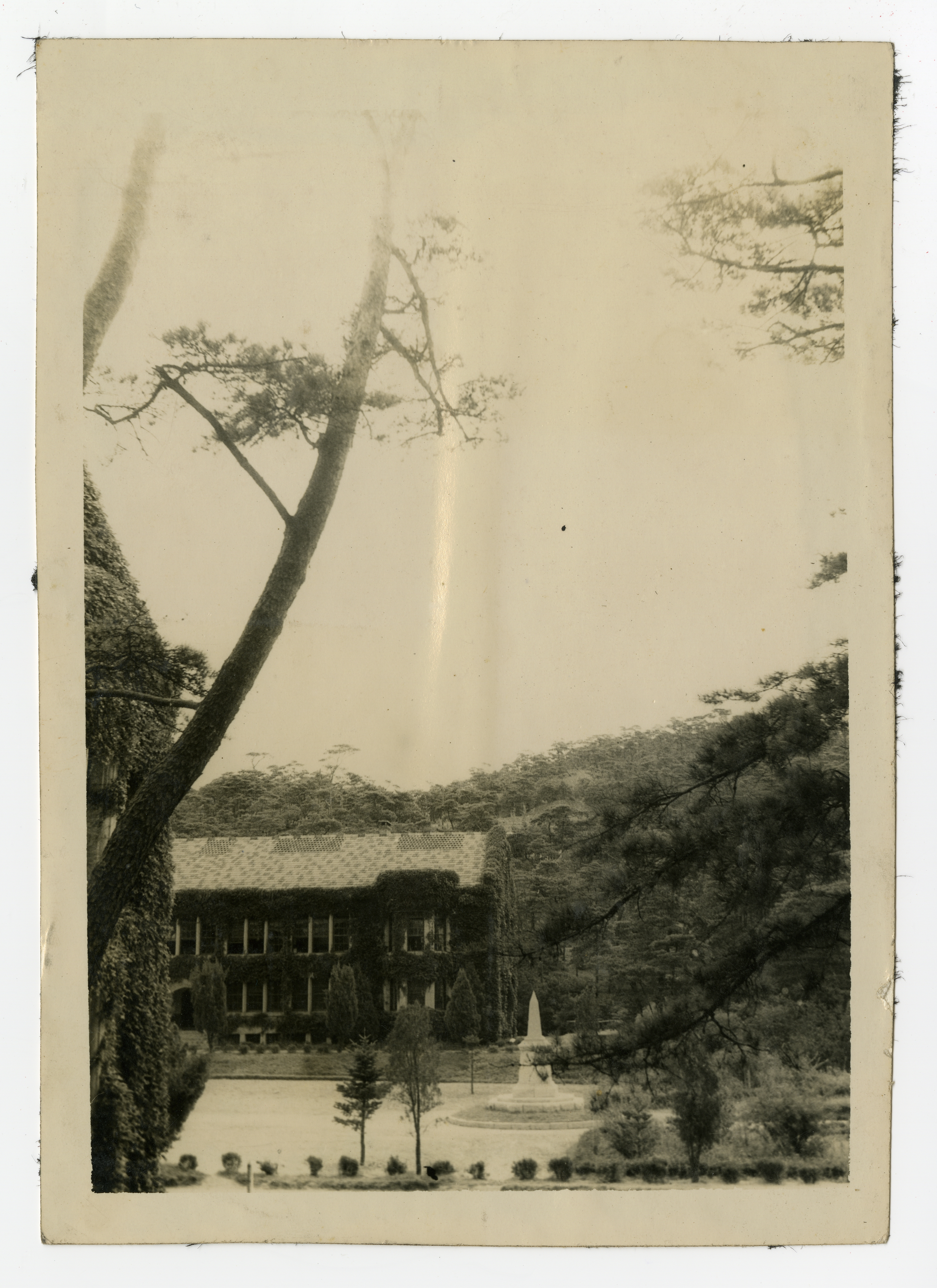
延禧専門学校の建物（1939年）
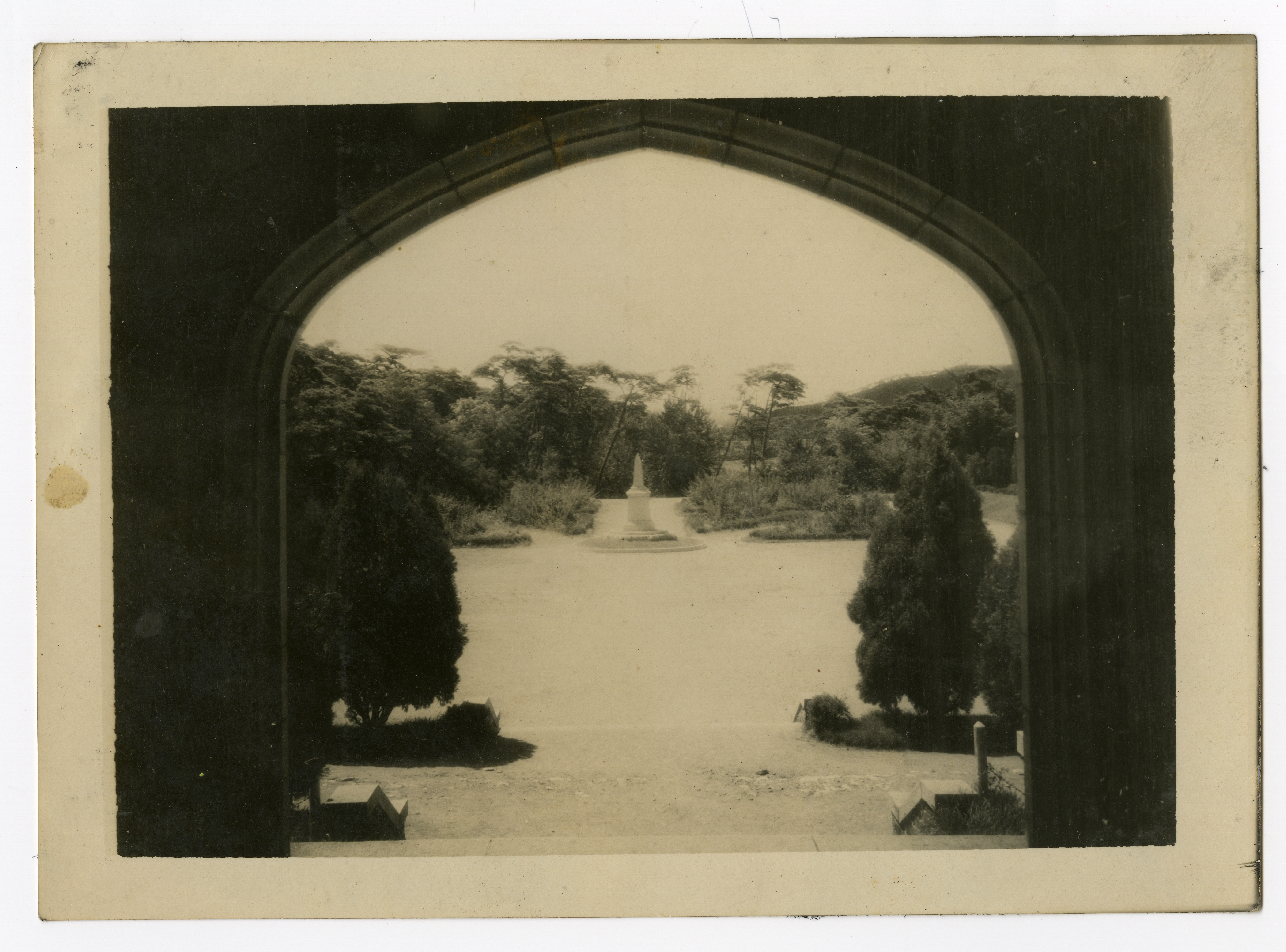
延禧専門学校の校庭（1939年）
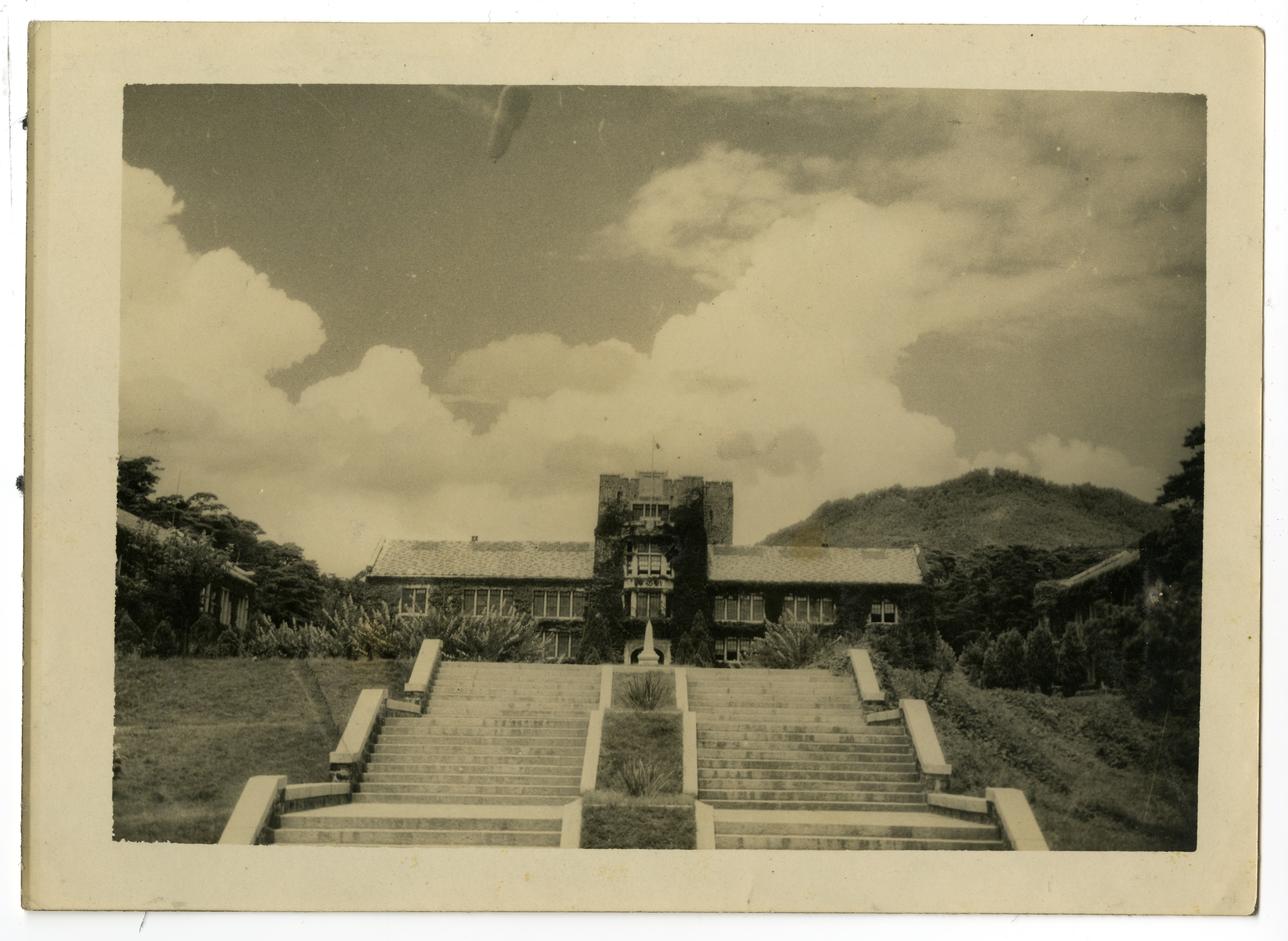
下から見上げた延禧専門学校のアンダーウッド館（1939年）
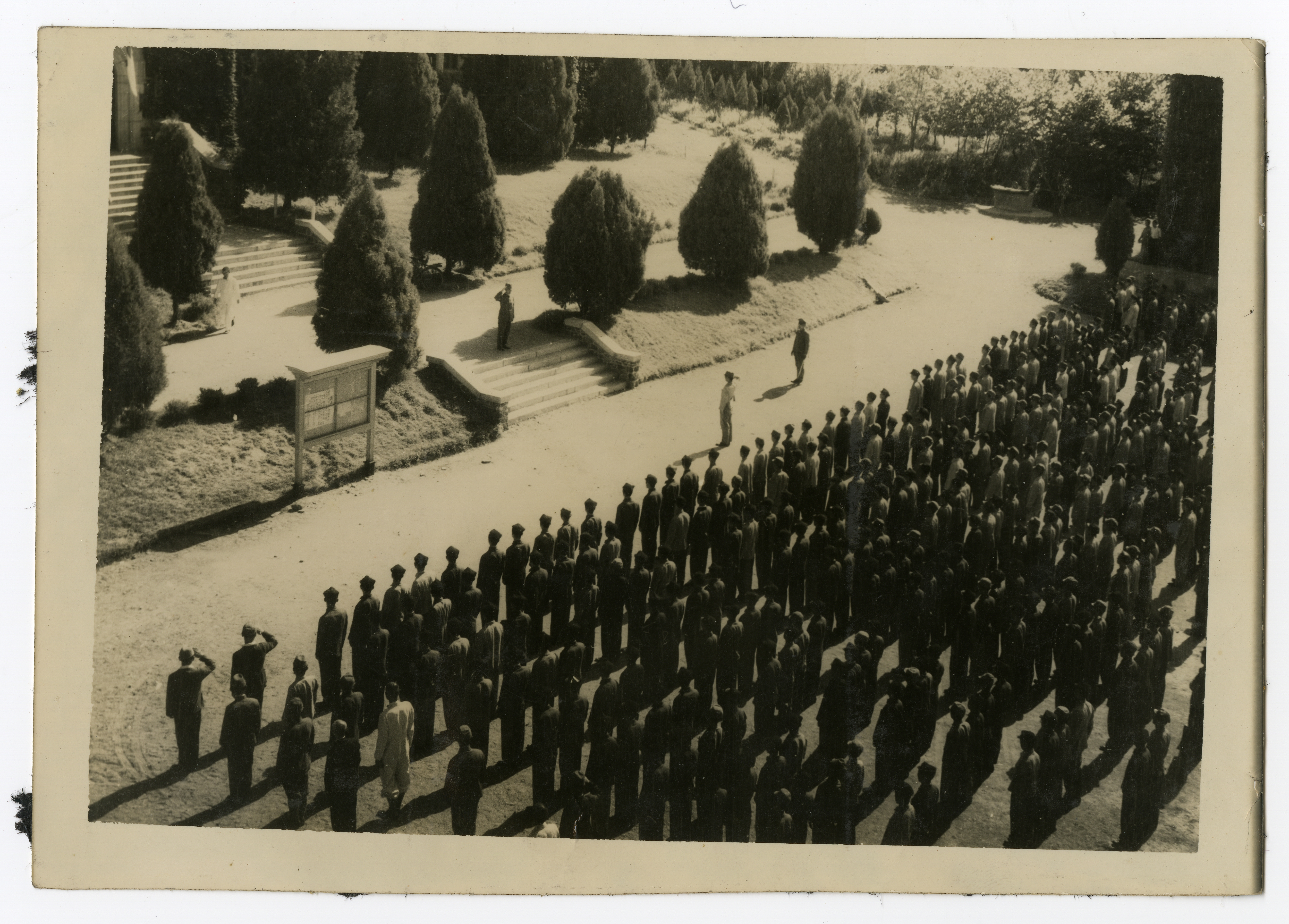
アンダーウッド館前での朝礼（1939年）